# Carl Berendt Lorck
Carl Berendt Lorck (29. august 1814 i København – 25. oktober 1905 i Leipzig) var en dansk boghandler og generalkonsul.
Han var søn af kaptajnløjtnant Lorentz Lorck (d. 1820). Efter forældrenes tidlige død boede hos sin mormor. Han blev student i 1833 fra Borgerdydskolen og 
tog året efter 2. examen. Da han vilde være boghandler, gik han, efter sin onkel L.N. Hvidts råd i sætterlære hos Bianco Luno. Som udlært drog han 1836 til Leipzig, hvor han fik arbejde hos Breitkopf & 
Härtel. Han kom hurtig i forbindelse med boghandler J. J. Weber, i hvis forretning han indtrådte 
1837. Han blev herved medforlægger af bl.a. Franz Kuglers «Geschichte Friedrich des Grossen» 
med Adolf Menzels epokegørende illustrationer og medstifter af «Illustrirte Zeitung» 
(1843). Kompagniskabet varede til 1845. 
Lorck begyndte nu, som sachsisk borger, en selvstændig 
boghandel, fra 1856 med eget bogtrykkeri. Allerede 1859 afstod han dog sit sortiment og senere både forlaget og bogtrykkeriet (1868) for udelukkende at virke som forfatter i Boghaandværksfagene 
og som organisator af foretagender til fremme af dem. 1869-77 udgav han således «Annalen der 
Typographie», i det han tillige (til 1875) stod som forretningsfører for den af ham samtidig organiserede 
tyske Bogtrykkerforening. 1883 udgav han «Geschichte des Vereins der Buchhändler zu Leipzig» og omtrent 
samtidig «Handbuch der Buchdrückerkunst» (I-II, 1882-83). Han stiftede derefter 
Centralforeningen for det samlede tyske boghaandværk med dets betydelige museum i Leipzig (1884). Han var foreningens  sekretær, og hans omfattende og altid uegennyttige virksomhed er ofte blever påskønnet. Men over 
sine tyske foretagender glemte han ikke Danmark. Han arbejdede for at gøre ikke alene dansk, 
men også nordisk litteratur kendt i Tyskland, og det var efter hans initiativ at Vilh. Pedersens 
fortrinlige tegninger til H. C. Andersens Æventyr kom til at foreligge. De blev første gang trykt i en tysk udgave af Æventyrene, der udkom hos ham. Fra 1856 var han tillige dansk generalkonsul i 
Leipzig, en stilling, der navnlig under Krigen 1864 beskæftigede ham meget.
Den 8. maj 1846 blev han gift med Ida Henriette Plätzer (f. 29. sept. 1819 d. 31. dec. 1889), datter af hotelejer Joh. Chr. P. i Leipzig.